# Dinitroglykol
Dinitroglykol är en nitroglycerinliknande substans som kan användas som sprängämne och som läkemedel. Den belgiske kemisten Louis Henry renframställde det 1870 genom att droppa etandiol (etylenglykol) i en blandning av svavelsyra och salpetersyra.

## Fysiska egenskaper
Ämnet är svagt flyktigt och luktlöst samt lättlösligt i de flesta organiska lösningsmedel. Det är icke hygroskopiskt, måttligt friktionskänsligt och måttligt stötkänsligt (0,2 Nm vid fallhammarprov).
Detonationshastigheten är= 8 300 m/s  Flampunkt är 215 °C och ljusbrytningsindex 1,445 2 vid 25 °C 
| Pa    | °C  |
| ----- | --- |
| 0,6   | 0   |
| 5,3   | 20  |
| 15    | 30  |
| 80    | 50  |
| 170   | 60  |
| 760   | 80  |
| 2 900 | 100 |

## Kemiska egenskaper
Ämnet reagerar häftigt med kaliumhydroxid:
C2H4(ONO2)2 + 2 KOH → C2H4(OH)2 + 2 KNO3

## Hälsofaror
Substansen absorberas vid kontakt med hud. Gränsvärde är 1 mg/m2 vid hudkontakt med ett rekommenderat värde på <0,1 mg/m2
Vid inandning medför en koncentration på 75 mg/m3 omedelbar fara

## Läkemedel
Substansen vidgar blodkärlen och kan därför användas vid behandling av kärlkramp.